# Orange (Connecticut)
Orange és una població dels Estats Units a l'estat de Connecticut. Segons el cens del 2007 tenia 13.813 habitants.

## Demografia
Segons el cens del 2000, Orange tenia 13.233 habitants, 4.739 habitatges, i 3.895 famílies. La densitat de població era de 297,2 habitants/km².
Dels 4.739 habitatges en un 35,1% hi vivien nens de menys de 18 anys, en un 73,1% hi vivien parelles casades, en un 6,7% dones solteres, i en un 17,8% no eren unitats familiars. En el 15,7% dels habitatges hi vivien persones soles el 10% de les quals corresponia a persones de 65 anys o més que vivien soles. El nombre mitjà de persones vivint en cada habitatge era de 2,77 i el nombre mitjà de persones que vivien en cada família era de 3,09.
Per edats la població es repartia de la següent manera: un 24,6% tenia menys de 18 anys, un 4,3% entre 18 i 24, un 24,5% entre 25 i 44, un 26,7% de 45 a 60 i un 19,9% 65 anys o més.
L'edat mediana era de 43 anys. Per cada 100 dones de 18 o més anys hi havia 91,1 homes.
La renda mediana per habitatge era de 79.365 $ i la renda mediana per família de 88.583 $. Els homes tenien una renda mediana de 58.946 $ mentre que les dones 41.563 $. La renda per capita de la població era de 36.471 $. Aproximadament el 2,1% de les famílies i el 2,5% de la població estaven per davall del llindar de pobresa.

## Poblacions més properes
El següent diagrama mostra les poblacions més properes.